# Urbanizacija
Urbanizacija (lat. urbs: grad), proces porasta gradskog stanovništva i preobražaj seoskih naselja u gradska, odnosno širenje gradskog načina života na druga gradska ili seoska područja.